# Wicklow (grevskap)

Wicklow (iriska: Contae Chill Mhantáin) är ett grevskap på Irland. Huvudort är Wicklow, medan den största staden är Bray. Grevskapet är känt under namnet The Last County eftersom det är det sista grevskapet som upprättades på Irland. Wicklow bildades 1605 efter en delning av grevskapet Dublin. Grevskapet är även känt som Irlands hage.
Under 1800-talet var Wicklow ett centrum för irländska uppror, och en militärväg anlades rakt igenom grevskapet så att de brittiska styrkorna lätt kunde röra sig i området.
Ruinerna av klostret Glendalough ligger i Wicklow.

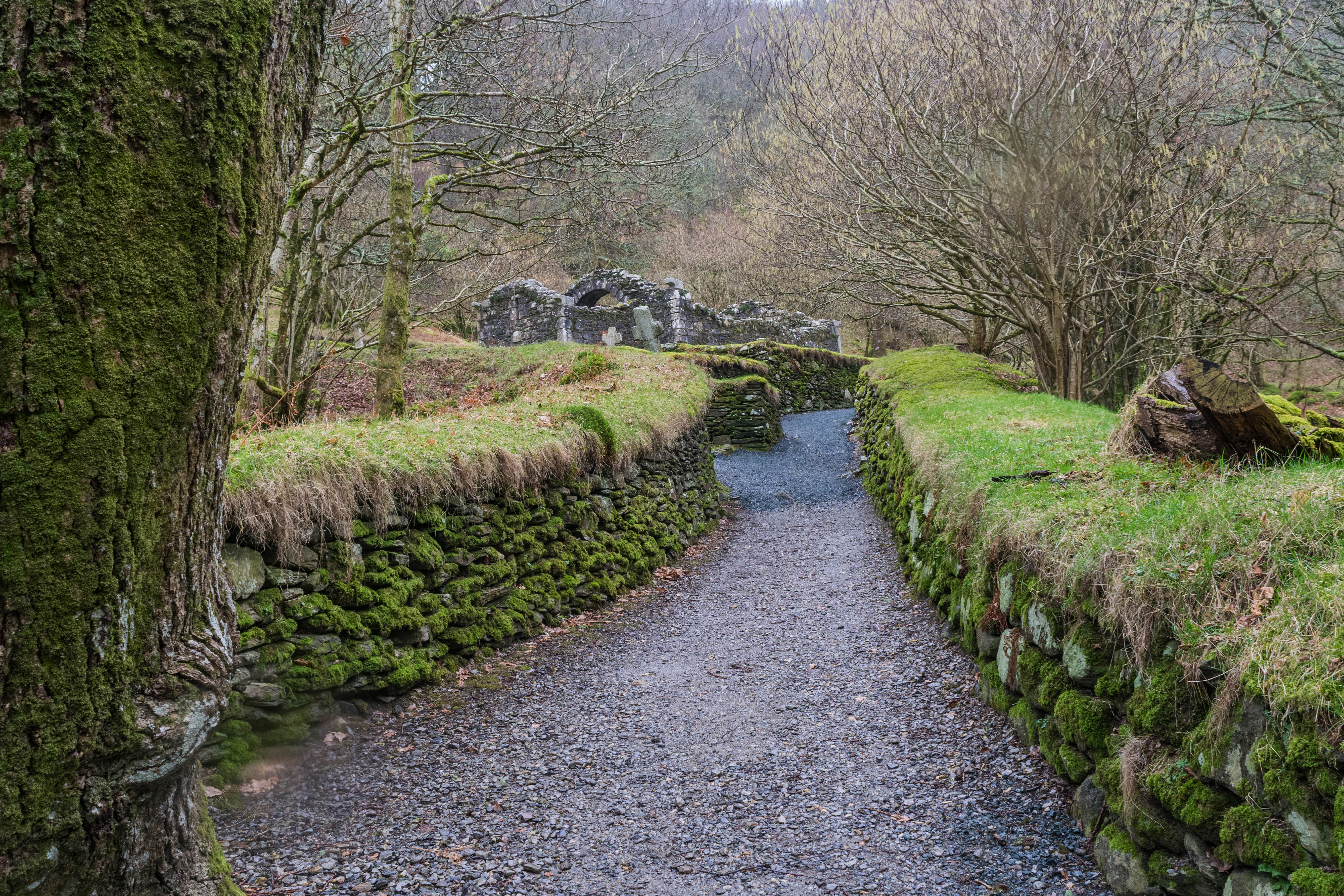
I County Wicklow ligger Glendalough, känt för sitt kloster från 500-talet.

## Städer och samhällen
- Arklow, Avondale
- Bray
- Greystones
- Wicklow